# Nemopilema nomurai
Nemopilema nomurai — вид сцифоїдних медуз родини Rhizostomatidae. Разом з Cyanea capillata є найбільшою медузою у світі.

## Назва
Вид названий на честь Канічі Номури, директора експериментальної станції рибного господарства префектури Фукуї, який на початку грудня 1921 року відправив типовий зразок для описання науковцям.

## Поширення
Ці медузи трапляються переважно у водах між Китаєм та Японією, переважно в Жовтому та Східно-Китайському морях, де, як вважають, розмножуються. Рідше трапляються в Японському морі. Колись ця медуза траплялася зрідка, проте, починаючи з 2004 року вона масово розмножилася. Причиною може бути потепління океану, що пришвидшило розвиток медузи, та забруднення органічними відходами, які стають поживою медузи.

## Опис
Nemopilema nomurai може досягати в діаметрі до двох метрів і важити до 200 кілограмів. Їх щупальця мають довжину до п'яти метрів. Харчується лише планктоном. Відзначається, що цей вид медуз за шість місяців може вирости від розміру зерна рису до ширини понад 1,8 м.